# Acer grandidentatum
Acer grandidentatum é uma espécie de árvore do gênero Acer, pertencente à família Aceraceae.